# Pelotão de Ordem Unida do Corpo de Fuzileiros Navais do Brasil – Pelotão Adsumus

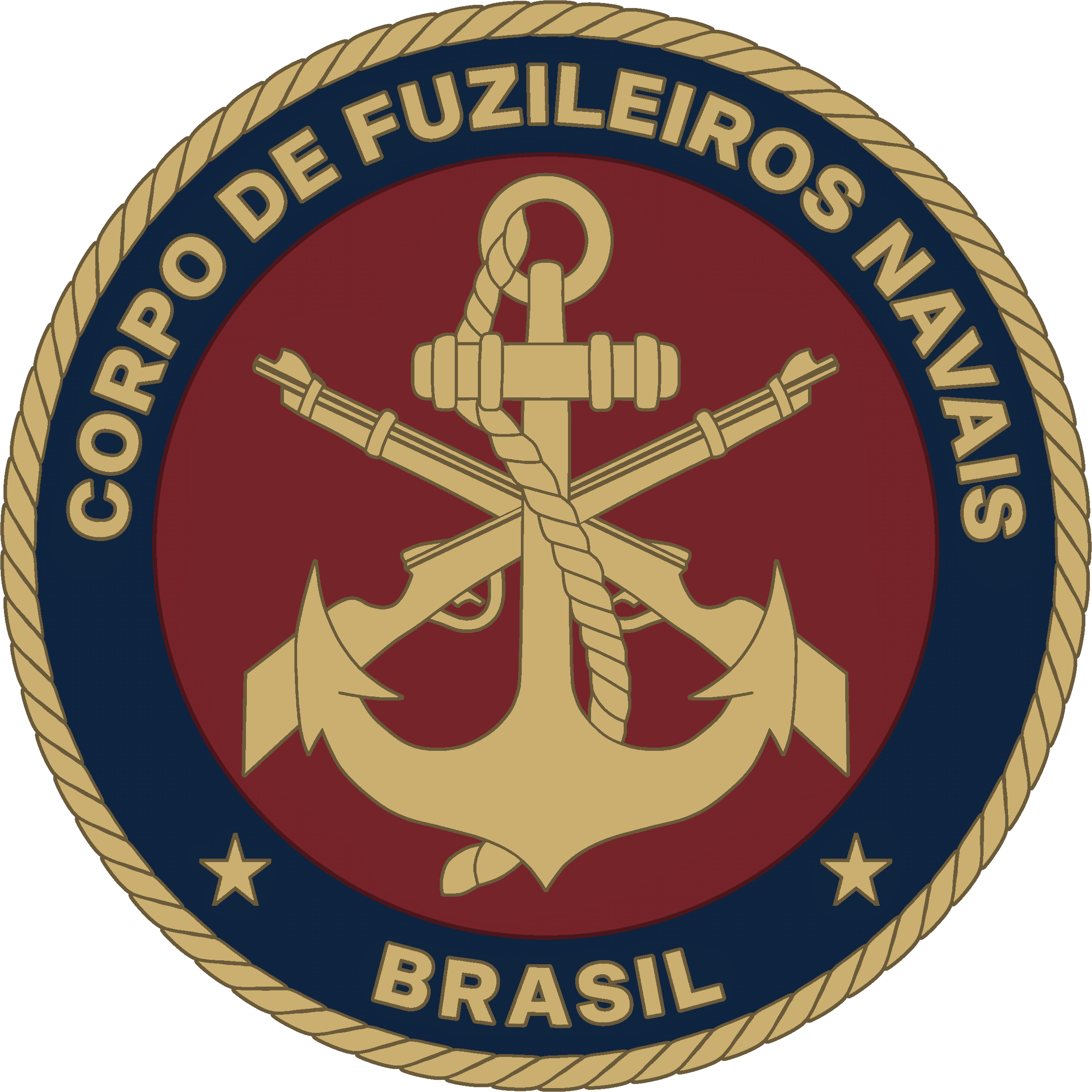

Pelotão Adsumus é um Pelotão de Ordem Unida do Corpo de Fuzileiros Navais do Brasil (CFN), especializado em apresentações militares formais, desfiles e cerimônias cívico-militares. A unidade destaca-se pela disciplina, precisão e sincronismo em suas demonstrações.

## História
O nome "Adsumus" deriva do latim e significa "Aqui estamos", simbolizando o compromisso e a prontidão dos fuzileiros navais para servir à pátria. O pelotão é composto por militares selecionados entre os fuzileiros navais, submetidos a treinamento rigoroso que inclui ordem unida, resistência física, concentração e trabalho em equipe.

## Funções e Atividades
O Pelotão Adsumus realiza apresentações de ordem unida em silêncio absoluto, demonstrando disciplina e coesão. Essas demonstrações ocorrem em eventos como o Dia do Fuzileiro Naval, desfiles militares e outras cerimônias oficiais. Além de sua função cerimonial, o pelotão reforça tradições e promove o espírito de corpo dentro do CFN.